# Sargé-lès-le-Mans
Sargé-lès-le-Mans est une commune française, située dans le département de la Sarthe en région Pays de la Loire, peuplée de 3 865 habitants (les Sargéens).
La commune fait partie de la province historique du Maine, et se situe dans le Haut-Maine (Maine roux).

## Géographie

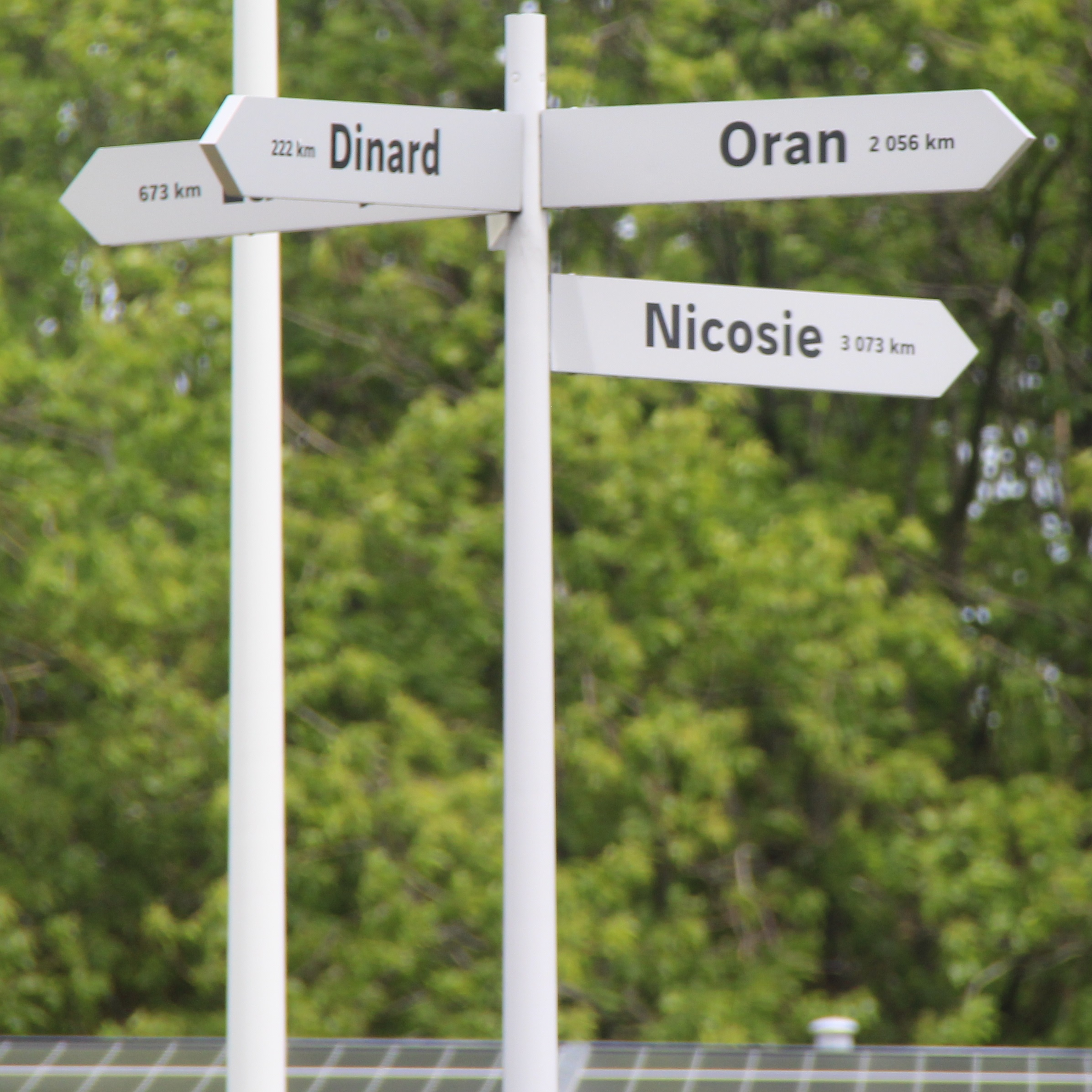
Panneau indicateur multidirectionnel sur l'aire d'autoroute de Sargé.

L’autoroute A11, traverse la commune de Sargé-lès-le-Mans. Une aire d’autoroute est située sur la commune, au kilomètre 139, à quelques kilomètres de l'échangeur A28 et A11, à proximité des bourgs de Sargé-lès-le-Mans et de La Trugalle. Elle se compose d'un restaurant et d'une station service.
La ville est desservie par le service de transport de la Setram par la ligne de bus 22.
| Neuville-sur-Sarthe | Neuville-sur-Sarthe, Savigné-l'Évêque | Savigné-l'Évêque |
| Coulaines           | Sargé-lès-le-Mans                     | Yvré-l'Évêque    |
| Coulaines, Le Mans  | Le Mans                               | Yvré-l'Évêque    |

### Climat
Pour des articles plus généraux, voir Climat des Pays de la Loire et Climat de la Sarthe.
En 2010, le climat de la commune est de type climat océanique dégradé des plaines du Centre et du Nord, selon une étude du CNRS s'appuyant sur une série de données couvrant la période 1971-2000. En 2020, Météo-France publie une typologie des climats de la France métropolitaine dans laquelle la commune est dans une zone de transition entre le climat océanique et le climat océanique altéré et est dans la région climatique  Moyenne vallée de la Loire, caractérisée par une bonne insolation (1 850 h/an) et un été peu pluvieux. 
Pour la période 1971-2000, la température annuelle moyenne est de 11 °C, avec une amplitude thermique annuelle de 14,7 °C. Le cumul annuel moyen de précipitations est de 719 mm, avec 11,5 jours de précipitations en janvier et 7,2 jours en juillet. Pour la période 1991-2020, la température moyenne annuelle observée sur la station météorologique de Météo-France la plus proche, sur la commune du Mans à 5 km à vol d'oiseau, est de 12,4 °C et le cumul annuel moyen de précipitations est de 693,4 mm,. Pour l'avenir, les paramètres climatiques de la commune estimés pour 2050 selon différents scénarios d'émission de gaz à effet de serre sont consultables sur un site dédié publié par Météo-France en novembre 2022.

## Urbanisme

### Typologie
Au 1er janvier 2024, Sargé-lès-le-Mans est catégorisée ceinture urbaine, selon la nouvelle grille communale de densité à sept niveaux définie par l'Insee en 2022.
Elle appartient à l'unité urbaine du Mans, une agglomération intra-départementale regroupant 19  communes, dont elle est une commune de la banlieue,,. Par ailleurs la commune fait partie de l'aire d'attraction du Mans, dont elle est une commune de la couronne,. Cette aire, qui regroupe 144 communes, est catégorisée dans les aires de 200 000 à moins de 700 000 habitants,.

### Occupation des sols
L'occupation des sols de la commune, telle qu'elle ressort de la base de données européenne d’occupation biophysique des sols Corine Land Cover (CLC), est marquée par l'importance des territoires agricoles (77,3 % en 2018), en diminution par rapport à 1990 (86,8 %). La répartition détaillée en 2018 est la suivante : 
terres arables (34,6 %), prairies (24,3 %), zones agricoles hétérogènes (18,5 %), zones urbanisées (14,3 %), espaces verts artificialisés, non agricoles (4,6 %), forêts (3,8 %). L'évolution de l’occupation des sols de la commune et de ses infrastructures peut être observée sur les différentes représentations cartographiques du territoire : la carte de Cassini (XVIIIe siècle), la carte d'état-major (1820-1866) et les cartes ou photos aériennes de l'IGN pour la période actuelle (1950 à aujourd'hui).

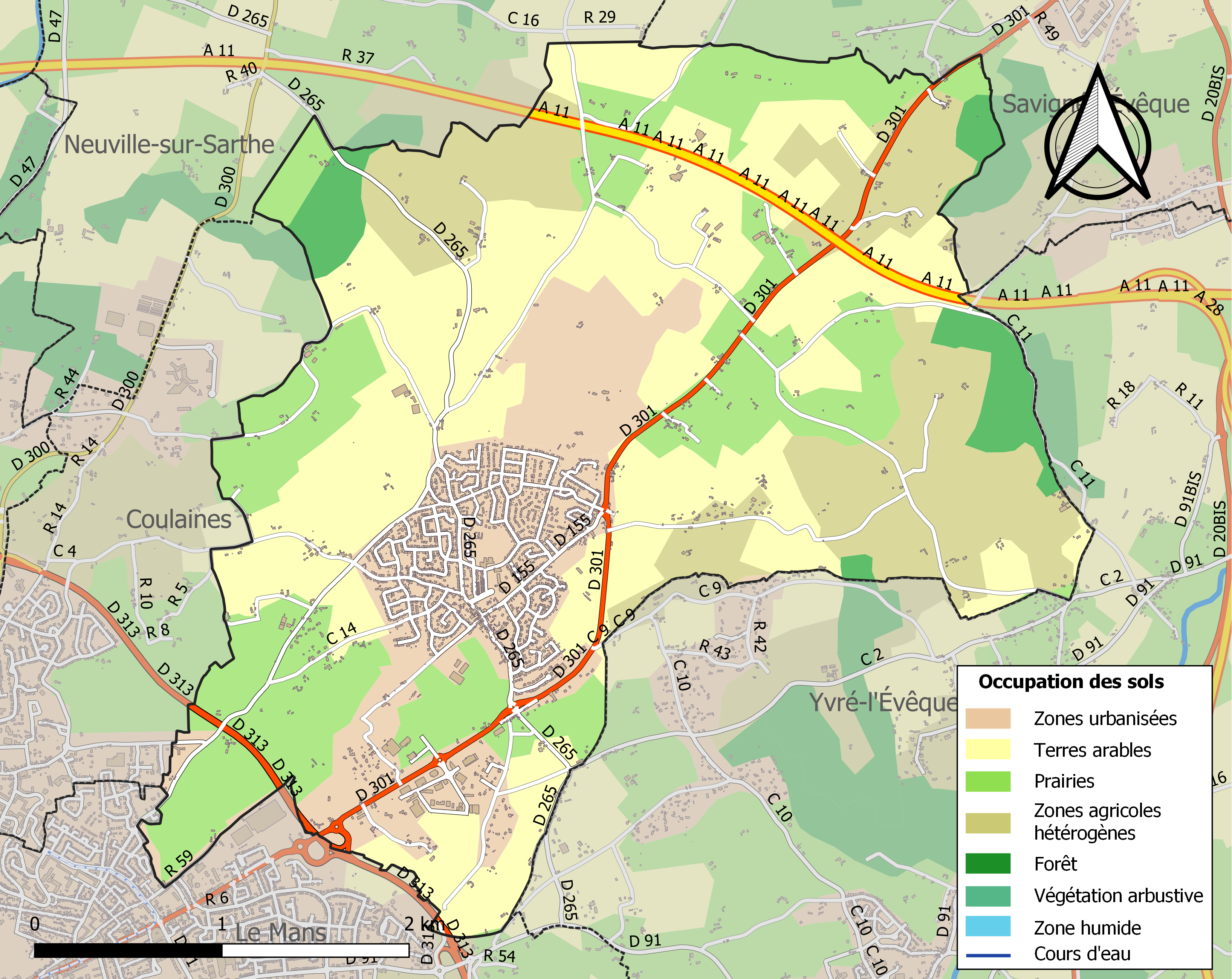
Carte des infrastructures et de l'occupation des sols de la commune en 2018 (CLC).

## Toponymie
Le nom de la localité est attesté sous les formes de Cerviaco au IXe siècle et de Cergiaco au XIIe. Le toponyme est issu d'un anthroponyme latin tel que Cervius ou Servius, adjoint du suffixe -acum.
En 1933, Sargé devient officiellement Sargé-lès-le-Mans, indiquant la proximité du Mans par la vieille préposition lès, devenue d'usage exclusif des toponymes.

## Histoire
Le cahier de doléances de la paroisse de Sargé est rédigé le 5 mars 1789.
La commune abrite des soldats de bataillons mobiles pendant la guerre de 1870.
Pendant la Seconde Guerre mondiale, le château de la Blanchardière est occupé par les troupes allemandes. En 1944, les résistants parviennent à éviter la destruction de l'agglomération de Sargé.

## Héraldique
| Blason de Sargé-lès-le-Mans | Blason  | De sinople à deux chandeliers d'argent, à la champagne d'or crénelée de trois pièces et maçonnée de sable. |
| Blason de Sargé-lès-le-Mans | Détails | Le statut officiel du blason reste à déterminer.                                                           |

## Politique et administration
Le conseil municipal est composé de vingt-sept membres dont le maire et sept adjoints.

## Démographie
L'évolution du nombre d'habitants est connue à travers les recensements de la population effectués dans la commune depuis 1793. Pour les communes de moins de 10 000 habitants, une enquête de recensement portant sur toute la population est réalisée tous les cinq ans, les populations de référence des années intermédiaires étant quant à elles estimées par interpolation ou extrapolation. Pour la commune, le premier recensement exhaustif entrant dans le cadre du nouveau dispositif a été réalisé en 2006.
En 2022, la commune comptait 3 865 habitants, en évolution de +8,11 % par rapport à 2016 (Sarthe : −0,25 %, France hors Mayotte : +2,11 %).
| 1793  | 1800 | 1806  | 1821  | 1831  | 1836  | 1841  | 1846  | 1851  |
| ----- | ---- | ----- | ----- | ----- | ----- | ----- | ----- | ----- |
| 1 020 | 968  | 1 008 | 1 466 | 1 382 | 1 359 | 1 357 | 1 157 | 1 170 |

| 1856  | 1861  | 1866  | 1872  | 1876  | 1881  | 1886  | 1891  | 1896  |
| ----- | ----- | ----- | ----- | ----- | ----- | ----- | ----- | ----- |
| 1 146 | 1 120 | 1 096 | 1 031 | 1 029 | 1 013 | 1 035 | 1 040 | 1 039 |

| 1901  | 1906  | 1911 | 1921 | 1926 | 1931 | 1936 | 1946 | 1954  |
| ----- | ----- | ---- | ---- | ---- | ---- | ---- | ---- | ----- |
| 1 018 | 1 003 | 991  | 862  | 841  | 861  | 871  | 969  | 1 010 |

| 1962  | 1968  | 1975  | 1982  | 1990  | 1999  | 2006  | 2011  | 2016  |
| ----- | ----- | ----- | ----- | ----- | ----- | ----- | ----- | ----- |
| 1 057 | 1 031 | 1 936 | 2 418 | 2 870 | 3 481 | 3 567 | 3 509 | 3 575 |

| 2021  | 2022  | - | - | - | - | - | - | - |
| ----- | ----- | - | - | - | - | - | - | - |
| 3 813 | 3 865 | - | - | - | - | - | - | - |

## Lieux et monuments
Sargé-lès-le-Mans possède un monument aux morts, fleuri lors des commémorations.
L'église Saint-Aubin des XIe, XIVe, XVIe, XVIIIe et XIXe siècles aurait été fondée au IVe siècle par saint Julien, premier évêque du Mans. Le chœur circulaire date de 1150, de même qu'un ancien autel en calcaire coquillier réemployé.
Au pignon ouest, un clocher en grès du XIVe siècle est surmonté d'une flèche couverte en ardoise. Une chapelle du transept date de 1583, l'autre de 1731. Sur le côté sud de la nef, la « porte des morts » qui s'ouvrait autrefois sur le cimetière, est condamnée.
Le retable de la chapelle de la Vierge du XVIIe siècle doté d'un bas-relief et de quatre statues est classé à titre d'objet aux Monuments historiques, demême qu'une statue de sainte Anne du XVIIIe.

## Activité, label et manifestations

### Culture
L'Espace Scélia est aussi un grand établissement qui propose plusieurs activités, spectacles, réceptions, réunions.

### Label
La commune est une ville fleurie (une fleur) au concours des villes et villages fleuris.

### Sports
Le Judo Club de Sargé est placé 2e au classement départemental 2010.
L'Union athlétique sargéenne (UAS), club d'athlétisme, est le premier au niveau départemental et dans le top 3 au niveau régional. Il est le 25e club français.
Le territoire est doté d'un golf 18 trous, appelé golf de Sargé.
L'Amicale sportive sargéenne fait évoluer deux équipes de football en divisions de district.

### Jumelages
Sargé-lès-le-Mans est jumelée avec :
- Vacha (Allemagne) depuis 1991.
- Holton-le-Clay (Angleterre) depuis 1995.
- Blatná (Tchéquie) depuis 1994.

## Personnalités liées à la commune
- Jean-Michel Lambert, magistrat rendu célèbre par l'affaire Grégory, vécut sa retraite à Sargé jusqu'à sa mort le 11 juillet 2017.